# Paradiso (Amsterdam)
Paradiso je koncertní sál v Amsterdamu v Nizozemsku. Budova původně sloužila jako kostel, později jako shromaždiště náboženské skupiny De Vrije Gemeente. Budova se nachází v ulici Weteringschans, nedaleko náměstí Leidseplein. Počínaje rokem 1967 v ní squattovali hippies, který se snažili budovu přetransformovat v kulturní centrum. Později se z budovy skutečně koncertní sál stal. V průběhu let v něm vystupovala řada hudebníků či skupin, mezi něž patří například Nick Cave and the Bad Seeds, Sex Pistols a Soft Machine. Rovněž zde bylo nahráno několik koncertních alb. Velšský hudebník a skladatel John Cale zde v roce 1987 premiérově uvedl své dílo „The Falklands Suite“. Vystupoval zde i při mnoha dalších příležitostech, nahrál zde například i část svého alba Circus Live.